# Glena plumosaria
Glena plumosaria là một loài bướm đêm trong họ Geometridae.